# عبدالعزیز کمیل‌اف
عبدالعزیز کمیل‌اف (ازبکی: Abdulaziz Xafizovich Komilov؛ زادهٔ ۶ نوامبر ۱۹۴۷) یک سیاست‌مدار اهل ازبکستان است.